# Бейтсон, Мэри Катрин
Мэри Кэтрин Бейтсон (англ. Mary Catherine Bateson; 8 декабря 1939 — 2 января 2021) — американская писательница и культурный антрополог. Дочь Грегори Бейтсона и Маргарет Мид, а также соавтор Грегори Бейтсона.
Грегори Бейтсон завершил работу над книгой «Mind and Nature» в 1978 году (издана Dutton, 1979) и сразу же приступил к работе над новой книгой, посвящённой вопросам эпистемологии священного. Он хотел назвать её «Куда страшатся вступать и ангелы» или просто «Ангелы страшатся», имея в виду английскую поговорку «Fools rush in where angels fear to tread» — то есть «Дураки бросаются туда, куда страшатся вступать и ангелы».
В начале 1980 года, чувствуя резкое ухудшение здоровья, он предложил свой дочери Мэри Кэтрин Бейтсон принять участие в работе над книгой в качестве соавтора, однако его смерть в июле 1980 года положила конец этим планам. В последующие годы М. К. Бейтсон доработала незавершенную рукопись отца, которая была опубликована в 1987 году (Bateson G., Bateson M.C., 1987). В книге ясно разделён оригинальный текст Г. Бейтсона и позднейшая редакторская правка и дополнения М. К. Бейтсон.
М. К. Бейтсон пошла по стопам своих знаменитых родителей и также занималась антропологией. В последнее время возглавляла Институт межкультурных исследований, а также являлась председателем Фонда Бейтсона, которому принадлежат права на литературное и научное наследие Грегори Бейтсона, Маргарет Мид и Рут Бенедект.